# رصدخانه ایالت هایدلبرگ-کونیگستول

Relief Map of Germany

رصدخانه ایالت هایدلبرگ-کونیگستول (آلمانی: Landessternwarte Heidelberg-Königstuhl) رصدخانه‌ای تاریخی است که در نزدیکی قلهٔ تپهٔ کونیگستول در شهر هایدلبرگ آلمان قرار دارد. رصدخانه پیشین آن در ابتدا در سال ۱۷۷۴ در شهر مانهایم در نزدیکی آن افتتاح شد اما تخریب شرایط مشاهده در آنجا منجر به نقل مکان به کونیگستول در سال ۱۸۹۸ شد.
این رصدخانه بخشی از مرکز اخترشناسی دانشگاه هایدلبرگ را تشکیل می‌دهد. اینستیتوی اخترشناسی ماکس پلانک در مکانی مجاور
این رصدخانه در سال ۱۹۶۷ افتتاح شد. «پروفسور دکتر» آندریاس کویرنباخ از سال ۲۰۰۵ مدیر این رصدخانه است.